# Jessica Cosby
Jessica Cosby (née le 31 mai 1982) est une athlète américaine, spécialiste du lancer du marteau.
Son meilleur lancer a été obtenu en qualifications aux Championnats du monde à Berlin avec 72,21 m.
En 2010, elle est suspendue pendant quatre mois à la suite d'un contrôle antidopage positif.